# Neuillé-Pont-Pierre
 Neuillé-Pont-Pierre  es una población y comuna francesa, situada en la región de  Centro, departamento de Indre y Loira, en el distrito de Tours y cantón de Neuillé-Pont-Pierre.

## Demografía
| 1288 | 1376 | 1365 | 1466 | 1560 | 1763 |
| Para los censos de 1962 a 1999 la población legal corresponde a la población sin duplicidades (Fuente: INSEE [Consultar]) |      |      |      |      |      |